# Oligostigma
Oligostigma is een geslacht van vlinders van de familie van de grasmotten (Crambidae), uit de onderfamilie van de Acentropinae. De wetenschappelijke naam en de beschrijving van dit geslacht werden voor het eerst in 1854 gepubliceerd door Achille Guenée.

## Soorten
- Oligostigma araeale Hampson, 1897
- Oligostigma barbararcha Meyrick, 1932
- Oligostigma chrysota (Meyrick, 1886)
- Oligostigma ducale Schaus, 1906
- Oligostigma ducalis Schaus, 1906
- Oligostigma ectogonalis Hampson, 1906
- Oligostigma flavialbalis Hampson, 1917
- Oligostigma flavimarginale (Warren, 1899)
- Oligostigma flavipictalis Hampson, 1917
- Oligostigma iambealis Walker, 1859
- Oligostigma juncealis Guenée, 1854
- Oligostigma metazonalis (Hampson, 1906)
- Oligostigma odrianalis Schaus, 1924
- Oligostigma parvalis Moore, 1877
- Oligostigma phoedralis (Walker, 1859)
- Oligostigma rufiterminalis Hampson, 1917
- Oligostigma semimarginale Dyar, 1914
- Oligostigma ustalis Walker, 1866